# Горбач Пилип Семенович
Пилип Семенович Горбач (нар. 1 січня 1929, село Будка, тепер Речицького району Гомельської області, Білорусь) — радянський державний діяч, новатор виробництва, старший машиніст екскаватора Копаткевицького будівельно-монтажного управління Гомельського обласного тресту із ведення меліоративних робіт Петриківський район Гомельської області. Депутат Верховної ради Білоруської РСР 7-го і 9-го скликань, заступник голови Президії Верховної ради Білоруської РСР у 1975—1980 роках. Член Центральної Ревізійної Комісії КПРС у 1971—1976 роках. Герой Соціалістичної Праці (23.06.1966).

## Життєпис
Народився в селянській родині. У 1941 році закінчив початкову сільську школу. З 1941 по 1943 рік проживав на території окупованої німецькими військами.
У 1943—1948 роках — іздовий колгоспу «Доброволець» (імені Леніна) села Будки Речицького району Гомельської області.
У 1948 році закінчив курси машиністів екскаватора, працював помічником машиніста екскаватора в Речицькому районі Гомельської області.
У 1948—1951 роках — у Радянській армії. Служив у складі механізованого батальйону будівельної частини, працював на Волго-Донському каналі.
У 1951—1952 роках — машиніст екскаватора на будівництві Волго-Донського каналу імені Леніна.
У 1952—1955 роках — машиніст екскаватора Білоруської машинно-екскаваторної станції Всесоюзного тресту механізації водогосподарських робіт Головного управління водного господарства Міністерства сільського господарства СРСР (з 1954 року — Білоруського тресту меліоративного будівництва Головного управління водного будівництва Міністерства сільського господарства Білоруської РСР). Брав участь у спорудженні осушувальних систем на болотних масивах в Домановицькому, Калинковицькому і Парицькому районах Поліської (Гомельської) області Білоруської РСР.
У 1955—1960 роках — машиніст екскаватора Домановицької машинно-меліоративної станції Гомельської області; машиніст екскаватора Парицької ремонтно-технічної меліоративної станції Міністерства меліорації Білоруської РСР.
З травня 1960 року — старший машиніст екскаватора Копаткевицької ремонтно-технічної меліоративної станції (з 1961 року — Копаткевицького будівельно-монтажного управління меліорації; з 1975 року — пересувної механізованої колони № 67) тресту «Калинковичіводбуд» Гомельського обласного тресту із ведення меліоративних робіт Петриківський район Гомельської області.
Закінчив 8 класів середньої школи.
Член КПРС з 1965 року.
Указом Президії Верховної Ради СРСР від 23 червня 1966 року за успіхи, досягнуті в збільшенні виробництва і заготівель жита, пшениці, гречки та інших зернових і кормових культур, Горбачу Пилипу Семеновичу присвоєно звання Героя Соціалістичної Праці з врученням ордена Леніна і золотої медалі «Серп і Молот».
Потім — на пенсії в селищі Копаткевичі Петриківського району Гомельської області.

## Нагороди і звання
- Герой Соціалістичної Праці (23.06.1966)
- орден Леніна (23.06.1966)
- медаль «За доблесну працю у Великій Вітчизняній війні 1941—1945 рр.»
- медалі
- Почесна грамота Президії Верховної Ради Білоруської РСР
- Заслужений меліоратор Білоруської РСР (1976)